# Jonatan Nielsen
Jonatan Frans Viktor Nielsen, född 11 september 1993 i Anderstorps församling, är en svensk före detta professionell ishockeyspelare. Nielsens moderklubb är Gislaveds SK. Han spelade juniorishockey för Tranås AIF, men lämnade klubben för spel i Linköping HC:s juniorsektion inför säsongen 2009/10. Säsongen 2011/12 vann han SM-guld med Linköpings J20-lag. Samma säsong gjorde han debut i klubbens seniorlag i Elitserien. Under sitt sista juniorår gjorde han ytterligare ett antal matcher i SHL och blev också utlånad till Södertälje SK i Hockeyallsvenskan.
Säsongen 2013/14 lånades Nielsen ut till IF Troja-Ljungby i Hockeyallsvenskan, en klubb han spelade för under sju säsonger i följd. I juli 2020 lämnade han klubben och spelade de två följande säsongerna med den danska klubben Rødovre Mighty Bulls i Superisligaen. I juni 2022 återvände han till Gislaved för spel med GSK Hockey i Hockeytvåan.

## Karriär
Efter att ha påbörjat sin ishockeykarriär med moderklubben Gislaveds SK, spelade Nielsen juniorishockey för Tranås AIF Hockey. Inför säsongen 2009/10 lämnade han klubben för spel i Linköping HC:s juniorverksamhet. Under sin andra säsong i klubben kombinerade han spel med Linköpings J18- och J20-lag. Säsongen 2011/12 gjorde Nielsen debut i Elitserien med Linköpings seniorlag i en match mot Färjestad BK den 25 oktober 2011. Resten av säsongen tillbringade han med Linköping J20 och vann sedan ett JSM-guld med laget, sedan man besegrat HV71 i finalen med 2–3 efter förlängning.
Den 19 april 2012 meddelade Linköping att man skrivit ett tvåårsavtal med Nielsen. Han hade dock svårt att ta en ordinarie plats i laget och spelade endast sex matcher med klubben i början av säsongen, som han gick poänglös ur. Under säsongens gång blev Nielsen utlånad till Södertälje SK i Hockeyallsvenskan och den 12 december 2012 meddelades det att Linköping lånat ut för honom till klubben för resten av säsongen. Tidigare, den 30 november samma år, gjorde Nielsen sitt första mål i Hockeyallsvenskan då han stod för det matchavgörande målet i en 1–2-seger mot IF Troja-Ljungby. Södertälje slutade på andra plats i grundserien och Nielsen noterades för åtta poäng på 28 matcher. I Kvalserien till Elitserien i ishockey 2013 gick han poänglös då Södertälje misslyckades att avancera i seriesystemet och slutade sist i serien.
I början av maj 2013 meddelades det att Linköping lånat ut Nielsen till IF Troja-Ljungby i Hockeyallsvenskan för hela säsongen 2013/14. Den efterföljande säsongen stod Nielsen för fem poäng i grundserien på 44 matcher (ett mål, fyra assist) och Troja-Ljungby slutade näst sist i grundserien och tvingades därför till kvalspel. I Kvalserien slutade laget på tredje plats, vilket innebar att man degraderats till Hockeyettan. Nielsen, vars avtal med Linköping löpte ut efter denna säsong, satsade på fortsatt spel i Hockeyallsvenskan och provspelade inför säsongen 2014/15 för IF Björklöven. Han lyckades inte få något avtal med Björklöven och skrev i slutet av augusti 2014 på för Troja-Ljungby. Den efterföljande säsongen var Nielsen lagets poängmässigt bästa back i grundserien då han på 35 matcher noterades för 26 poäng (9 mål, 17 assist). I det efterföljande playoff-spelet slogs laget ut av Västerviks IK. Nielsen förlängde sitt avtal med Troja-Ljungby den 30 april 2015 med ytterligare en säsong. Efter att laget tagit sig igenom både gruppspel och playoff, slutade laget på tredje plats i Kvalserien till Hockeyallsvenskan. Kort efter säsongens slut meddelades det att Nielsen skrivit ett ettårsavtal med Timrå IK i Hockeyallsvenskan. I början av september 2016, strax innan säsongsinledningen, bröts kontraktet av "personliga skäl".
Den 14 oktober 2016 meddelade Troja-Ljungby att Nielsen skrivit ett nytt treårsavtal med klubben. För andra året i följd tog sig laget till Kvalserien till Hockeyallsvenskan, där man hamnade på andra plats och därmed avancerade till Hockeyallsvenskan. På 30 grundseriematcher stod Nielsen för 25 poäng, varav 9 mål och 16 assist. I klubbens första säsong i Hockeyallsvenskan på tre säsonger slutade laget sist i grundserien och tvingades återigen kvala för att hålla sig kvar i serien. Nielsen var under grundserien lagets poängmässigt bästa back med 24 poäng på 50 matcher (10 mål, 14 assist). I kvalspelet hamnade laget på tredje plats och degraderades åter till Hockeyettan. Efter säsongens slut, den 17 maj 2018, omförhandlade och förlängde Nielsen sitt avtal med Troja-Ljungby med två år. Säsongen 2018/19 tangerade Nielsen sitt poängrekord i Division 1 från säsongen 2014/15, då han på 37 grundseriematcher noterades för 26 poäng (8 mål, 18 assistpoäng). Den efterföljande säsongen slog han denna notering då han på 37 grundseriematcher stod för 30 poäng, varav 7 mål och 23 assistpoäng.
Efter säsongen 2019/20 meddelades det att Nilsen lämnat Troja-Ljungby efter sju säsonger i följd i klubben. Den 31 juli 2020 bekräftade den danska klubben Rødovre Mighty Bulls i Metal Ligaen att man skrivit ett ettårsavtal med Nielsen. Nielsen missade en del av den följande säsongen då han brutit ett av sina fingrar efter att han blivit slashad i en match i grundserien. Totalt spelade han 27 matcher för Mighty Bulls och noterades för 14 poäng, varav fyra mål. Den 20 juli 2021 bekräftades det att Nielsen förlängt sitt avtal med klubben med ytterligare en säsong.
Efter två säsonger med Mighty Bulls i Danmark meddelades det den 2 juni 2022 att Nielsen återvänt hem till Gislaved, för spel med GSK Hockey i Hockeytvåan där han utsågs till ny lagkapten. Säsongen 2023/24 spelade Nielsen endast tre matcher för klubben, där han stod för ett mål och två assistpoäng.

## Statistik
| 2008–09                  | Tranås AIF               | Div. 1                   | 3   | 0  | 0  | 0   | 0  | —  | — | —  | —  | —  |
| 2011–12                  | Linköping HC             | Elitserien               | 1   | 0  | 0  | 0   | 0  | —  | — | —  | —  | —  |
| 2012–13                  | Linköping HC             | Elitserien               | 6   | 0  | 0  | 0   | 0  | —  | — | —  | —  | —  |
| 2012–13                  | Södertälje SK            | HA                       | 28  | 4  | 4  | 8   | 8  | 10 | 0 | 0  | 0  | 2  |
| 2013–14                  | IF Troja-Ljungby         | HA                       | 44  | 1  | 4  | 5   | 8  | 10 | 0 | 0  | 0  | 0  |
| 2014–15                  | IF Troja-Ljungby         | Div. 1                   | 35  | 9  | 17 | 26  | 14 | 7  | 2 | 3  | 5  | 6  |
| 2015–16                  | IF Troja-Ljungby         | Div. 1                   | 36  | 6  | 19 | 25  | 12 | 16 | 4 | 9  | 13 | 4  |
| 2016–17                  | IF Troja-Ljungby         | Div. 1                   | 30  | 9  | 16 | 25  | 16 | 16 | 1 | 6  | 7  | 4  |
| 2017–18                  | IF Troja-Ljungby         | HA                       | 50  | 10 | 14 | 24  | 6  | 5  | 1 | 1  | 2  | 2  |
| 2018–19                  | IF Troja-Ljungby         | Div. 1                   | 37  | 8  | 18 | 26  | 18 | 4  | 0 | 1  | 1  | 4  |
| 2019–20                  | IF Troja-Ljungby         | Div. 1                   | 37  | 7  | 23 | 30  | 16 | 6  | 2 | 2  | 4  | 2  |
| 2020–21                  | Rødovre Mighty Bulls     | Superisligaen            | 27  | 4  | 10 | 14  | 8  | —  | — | —  | —  | —  |
| 2021–22                  | Rødovre Mighty Bulls     | Superisligaen            | 31  | 3  | 12 | 15  | 12 | —  | — | —  | —  | —  |
| 2022–23                  | GSK Hockey               | Div. 2                   | 28  | 1  | 10 | 11  | 18 | —  | — | —  | —  | —  |
| 2023–24                  | GSK Hockey               | Div. 2                   | 3   | 1  | 2  | 3   | 0  | —  | — | —  | —  | —  |
| Division 1 totalt        | Division 1 totalt        | Division 1 totalt        | 178 | 40 | 95 | 135 | 76 | 49 | 9 | 21 | 30 | 20 |
| Hockeyallsvenskan totalt | Hockeyallsvenskan totalt | Hockeyallsvenskan totalt | 122 | 15 | 22 | 37  | 22 | 25 | 1 | 1  | 2  | 4  |
| SHL totalt               | SHL totalt               | SHL totalt               | 7   | 0  | 0  | 0   | 0  | —  | — | —  | —  | —  |